# Агареби
Агареби (груз. აგარები) — село в Грузии. Находится в Хашурском муниципалитете края Шида-Картли. Высота над уровнем моря составляет 660 метров. Население — 139 человек (2014).